# بحران (فیلم ۱۹۳۹)
«بحران» (انگلیسی: Crisis) فیلمی در ژانر مستند به کارگردانی الکساندر هکن‌اشمید،هانوش بورگر و Herbert Kline است که در سال ۱۹۳۹ منتشر شد.